# Isla del Encanto (El Salvador)
Isla del Encanto es el nombre de una pequeña isla en el Océano Pacífico parte del país centroamericano de El Salvador, cerca de la frontera con Guatemala, y que administrativamente forma parte del departamento de Ahuachapán, el más occidental de los 14 departamentos en los que está dividido el país.
Posee una superficie estimada en 23 acres (equivalentes a 9,30 hectáreas o 0,09 km²). La localidad más cercana es llamada "Garita Palmera". Se puede acceder a la isla a través de un viaje en bote o barco.